# Проєкт «Синя книга» (телесеріал)
Проєкт «Синя книга» (англ. Project Blue Book) — американський історично-драматичний телесеріал каналу «History», про випадки появи непізнаних літаючих об'єктів, які були досліджені та задокументовані в рамках реального таємного урядового проєкту «Синя книга» у період з 1952 по 1969 рік.
Показ телесеріалу розпочався 8 січня 2019 року на телеканалі «History».

## Синопсис
Події телесеріалу розгортається у 1950-х роках, в розпал «Холодної війни», та засновані на реальних подіях. 
Відомому американському астрофізику та уфологу Джозефу Аллену Хайнеку керівництво ВПС США пропонує взяти участь в таємному урядовому проєкті «Синя книга», який займається дослідженням випадків спостереження НЛО пілотами ВПС та випадковими очевидцями. У рамках проєкту «Синя книга» було опитано тисячу свідків, які стверджували, що були свідками появи неопізнаних об'єктів. У дослідженнях Джозефу Хайнеку допомагає капітан ВПС США Майкл Квінн.
Джозеф Хайнек намагається дати кожному з таких випадків наукове пояснення, але поступово розуміє, що не все можна пов'язати з природними явищами.

## У ролях
Головні
- Ейдан Ґіллен — Джозеф Аллен Хайнек, професор, астрофізик та уфолог[1].
- Майкл Маларкі — Майкл Квінн, капітан ВПС США[2].
- Лаура Меннелл[en] — Мімі Хайнек, дружина Джозефа Гінека[3].
- Майкл Гарні — Г'ю Валентин, генерал ВПС США[4].
- Ксенія Соло[en] — Сьюзі Міллер[4].
- Ніл Макдонаф — Джеймс Гардінґ, генерал ВПС США[5].

Другорядні
- Роберт Джон Берк — Вільям Ферчайлд[6].
- Джилл Моррісон — Фей.
- Ніколас Голмс — Джоель Хайнек, син Джозефа Хайнека
- Matt O'Leary — Генрі Фуллер, лейтенант ВПС США.
- Каррі Ґрем[en] — помічник Сьюзі Міллер.
- Іан Трейсі — Fixer
- Гезер Дорксен — Донна.
- Майкл Імперіолі — Едуард Ріццуто.
- Ейпріл Телек[en] — Дороті Йорк.

## Перелік епізодів
| № серії | Назва серії              | Режисер(и)       | Сценарист(и)                   | Оригінальна дата показу | Глядачів U.S. (млн) |
| ------- | ------------------------ | ---------------- | ------------------------------ | ----------------------- | ------------------- |
| 1       | «Повітряний бій Фуллера» | Роберт Стромберґ | Девід О'Лірі                   | 8 січня 2019            | 2.27                |
| 2       | «Флетвудзький монстр»    | Роберт Стромберґ | Шон Яблонський                 | 15 січня 2019           | 1.88                |
| 3       | «Вогні Лаббока»          | Пете Тревіс      | Гарлі Пейтон                   | 22 січня 2019           | 1.95                |
| 4       | «Операця „Скріпка“»      | Пете Тревіс      | Девід О'Лірі та Таня Сент-Джон | 29 січня 2019           | 1.71                |
| 5       | «Якийсь винищувач»       | Норма Бейлі      | Девід О'Лірі та Емілі Брочін   | 5 лютого 2019           | 1.39                |
| 6       | «Зелені вогнянні кулі»   | Норма Бейлі      | Гарлі Пейтон                   | 12 лютого 2019          | 1.66                |
| 7       | «Скаутмайстер»           | Томас Картер     | Аарон Рапке та Стюарт Кей      | 19 лютого 2019          | 1.31                |
| 8       | «Військові ігри»         | Томас Картер     | Таня Сент-Джон                 | 26 лютого 2019          | 1.45                |
| 9       | «Викрадення»             | Алекс Ґрейвз     | Шон Яблонський                 | 5 березня 2019          | 1.51                |
| 10      | «Вашингтонська карусель» | Алекс Ґрейвз     | Девід О'Лірі                   | 12 березня 2019         | 1.55                |

## Українською
Телесеріал українською озвучено студією «DniproFilm» та «AniUA».